# Lascoria
Lascoria é um gênero de traça pertencente à família Arctiidae.